# Ildikó Schwarczenberger
Ildikó Tordasi (nascida como: Ildikó Schwarczenberger; Budapeste, 9 de setembro de 1951 – Budapeste, 13 de julho de 2015) foi uma esgrimista húngara de florete. Ela competiu nos jogos Olímpicos de 1972, 1976 e 1980, conquistando quatro medalhas.
Schwarczenberger foi nomeada Atleta húngara do Ano, após conquistar o título mundial em 1973. Três anos depois, ela ganhou mais um título mundial além do ouro olímpico. Ela faleceu em 13 de julho de 2015, com a idade de 63 anos.

## Carreira Olímpica
Schwarczenberger estreou em jogos Olímpicos na edição de Munique 1972, quando a equipe húngara foi derrotada na decisão para a União Soviética, conquistando assim a medalha de prata. Quatro anos depois, nos jogos de Montreal, Schwarczenberger voltou a conquistar uma medalha com a equipe da Hungria, dessa vez um bronze. Nos eventos individuais, ela foi derrotada apenas pela italiana Maria Consolata Collino e tornou-se campeã olímpica no florete.
Em 1980, nos jogos de Moscou, Schwarczenberger foi eliminada na terceira fase, quando ficou em sexto lugar de seu grupo. No entanto, nos eventos por equipes, a húngara voltou a conquistar o bronze.